# Modena (Wisconsin)
Modena es un pueblo ubicado en el condado de Buffalo en el estado estadounidense de Wisconsin. En el Censo de 2010 tenía una población de 354 habitantes y una densidad poblacional de 3,79 personas por km².

## Geografía
Modena se encuentra ubicado en las coordenadas 44°27′40″N 91°49′40″O / 44.46111, -91.82778. Según la Oficina del Censo de los Estados Unidos, Modena tiene una superficie total de 93.43 km², de la cual 92.98 km² corresponden a tierra firme y (0.47%) 0.44 km² es agua.

## Demografía
Según el censo de 2010, había 354 personas residiendo en Modena. La densidad de población era de 3,79 hab./km². De los 354 habitantes, Modena estaba compuesto por el 98.31% blancos, el 0.85% eran afroamericanos, el 0% eran amerindios, el 0.28% eran asiáticos, el 0% eran isleños del Pacífico, el 0% eran de otras razas y el 0.56% pertenecían a dos o más razas. Del total de la población el 1.98% eran hispanos o latinos de cualquier raza.